# Yordanka Pereira
Yordanka Pereira (5 de febrero de 1978) es una deportista cubana que compitió en taekwondo. Ganó dos medallas en el Campeonato Panamericano de Taekwondo en los años 1996 y 2002.

## Palmarés internacional
| Campeonato Panamericano | Campeonato Panamericano | Campeonato Panamericano | Campeonato Panamericano |
| Año                     | Lugar                   | Medalla                 | Categoría               |
| ----------------------- | ----------------------- | ----------------------- | ----------------------- |
| 1996                    | La Habana (Cuba)        | Medalla de plata        | –65 kg                  |
| 2002                    | Quito (Ecuador)         | Medalla de oro          | –72 kg                  |